# Stictonaclia agnes
Stictonaclia agnes là một loài bướm đêm thuộc phân họ Arctiinae, họ Erebidae.